# Ла-Лима
Ла-Лима (исп. La Lima) — город и муниципалитет в северо-западной части Гондураса, на территории департамента Кортес.

## Географическое положение
Город расположен на востоке центральной цасти департамента, недалеко от городов Сан-Педро-Сула и Эль-Прогресо. Абсолютная высота — 33 метра над уровнем моря. Муниципалитет имеет площадь 116 км², из них 42,5 км² — городская зона и 73,5 км² — сельская местность.

## Население
По данным на 2013 год численность населения составляет 65 163 человека.
Динамика численности населения города по годам:
| 1974   | 1988   | 2001   | 2013   |
| ------ | ------ | ------ | ------ |
| 14 631 | 28 703 | 41 490 | 65 163 |